# جوليانو بورتايلا
جوليانو بورتايلا (بالإسبانية: Giuliano Portilla)‏ هو مدرب كرة قدم ولاعب كرة قدم بيروفي في مركز الدفاع، ولد في 25 مايو 1972 في كاياو في بيرو. شارك مع منتخب بيرو لكرة القدم. أما مع النوادي، فقد لعب مع سيينسيانو ونادي سبورتينغ كريستال ونادي ميلغار أريكيبا ونادي يونيفرسيتاريو.

## وصلات خارجية
- جوليانو بورتايلا على موقع قاعدة بيانات كرة القدم.إي يو (الإنجليزية)
- جوليانو بورتايلا على موقع ناشيونال فوتبول تيمز (الإنجليزية)